# Редондеско
Редондеско (итал. Redondesco) — коммуна в Италии, располагается в регионе Ломбардия, в провинции Мантуя.
Население составляет 1387 человек (2008 г.), плотность населения составляет 73 чел./км². Занимает площадь 19 км². Почтовый индекс — 46010. Телефонный код — 0376.
Покровителем коммуны почитается святой Маврикий, празднование в последнее воскресение сентября.

## Демография
Динамика населения:

## Администрация коммуны
- Официальный сайт: